# اللغة الطالشية
اللغة الطالشية (Tolışə Zıvon Tолышә зывон)،  هي إحدى اللغات الهندية الأوروبية ولغة إيرانية شمالية غربية. يتحدث بها في المناطق الشمالية من محافظات غيلان وأردبيل الإيرانية والمناطق الجنوبية من جمهورية أذربيجان بحوالي 500،000 - 800،000 شخص.
ترتبط اللغة الطالشية ارتباطًا وثيقًا باللغة التاتية. وهي تشمل العديد من اللهجات المقسمة عادة إلى ثلاث مجموعات رئيسية: الشمالية (في أذربيجان وإيران) والوسطى (إيران) والجنوبية (إيران). لغة الطالشية مفهومة جزئيًا ، ولكن ليس بالكامل ، بالفارسية . يُصنف الطالشية على أنه "ضعيف" في أطلس اليونسكو للغات العالم المهددة بالخطر.